# پتر کوستکا
پتر کوستکا (انگلیسی: Petr Kostka؛ زادهٔ ۱۱ ژوئن ۱۹۳۸) بازیگر اهل کشور جمهوری چک است. وی از سال ۱۹۵۹ میلادی تاکنون مشغول فعالیت بوده‌است.
از فیلم‌ها یا برنامه‌های تلویزیونی که وی در آن نقش داشته‌است می‌توان به مارکتا لازاروا اشاره کرد.